# Серси (Marvel Comics)
Серси (англ. Sersi, /ˈsɜːrsi/) — персонаж, появляющийся в американских комиксах издательства Marvel Comics. Персонаж является одним из Вечных, расы сверхлюдей во вселенной Marvel, а также была членом отрядов Мстители и Отряд Богов. Впервые Серси появилась в 1976 году в серии комиксов «Вечные».
Джемма Чан исполнила роль Серси в фильме киновселенной Marvel «Вечные» (2021).

## История публикаций
Серси впервые появилась в «Вечные» №3 в сентябре 1976 года и была придумана художником Джеком Кирби. Хотя линейка «Вечные» была опубликована Marvel Comics, она рассматривалась не как часть вселенной Marvel, а скорее как самостоятельная серия. Позже персонажи были включены в общую вселенную. В 1980-х гг. Серси появлялась в сериях «Мстители» и «Капитан Америка».
Позже комиксы подверглись реткону, поэтому Серси оказалась мифологической чародейкой Цирцеей, которая была представлена в комиксе «Странные истории» №109 в июне 1963 года.
В 1990 году Серси присоединилась к команде Мстителей, после того как её товарищ Гильгамеш покинул команду из-за травмы. Серси покинула команду в 1994 году.
В 2006 году Нил Гейман и Джон Ромита-мл. выпустили семь новых выпусков «Вечных» в которых изменили дизайн персонажа.

## Биография
Серси — представительница четвёртого поколения Вечных (те, которые родились 20 000 лет назад), эволюционного ответвления человеческой расы. Она дочь Вечных Гелиоса и Персы и, вероятно, родилась в Олимпии, через некоторое время после Великого катаклизма, уничтожившего континенты Атлантиду и Лемурию во время длительного ледникового периода, известного как Гиборейская эпоха. В юном возрасте Серси отличалась от своих собратьев Вечных тем, что хотела жить среди людей. Впервые Серси встретила Капитана Америку, который путешествовал в прошлое, во время её пребывания в древней Месопотамии. Хотя в то время Серси всё ещё выглядела как ребенок, ей уже были тысячи лет.
Несколько тысяч лет спустя Серси оказалась в Древней Греции, где познакомилась с поэтом Гомером, который впоследствии напишет одно из самых ранних произведений западной литературы — «Одиссею». Персонаж Цирцеи, которая жила на острове Энее, и превратила людей Одиссея в свиней, был основан на Серси.
Под именем Цирцеи Серси также заточила импов в ящик Пандоры в древние времена.
В отличие от большинства Вечных, которые ведут скрытный образ жизни, Серси наслаждается своей человечностью. За исключением Забытого, она жила среди людей больше, чем любой другой Вечный. В том числе в различных исторически важных местах, таких как Рим Нерона и Камелот, двор короля Артура, где она помогла магу Мерлину победить самозванца, узурпировавшего его положение. Серси также сражалась вместе с Тором во время осады Парижа викингами, хотя он об этом не знал. За свою долгую жизнь успела побывать танцовщицей, актрисой, сценической волшебницей, гедонисткой и искательницей приключений.

## Вне комиксов

### Киновселенная Marvel
Джемма Чан исполнила роль Серси в фильме киновселенной Marvel «Вечные» (2021). Кевин Файги описал Серси как главную героиню фильма. В фильме Серси — сочувствующая Вечная, неравнодушная к человечеству и способная манипулировать материей. Она веками была влюблена в Икариса. В 2024 году выдаёт себя за хранителя музея и завязывает отношения с Дэйном Уитменом. После гибели Аяк она становится новой Верховной Вечной и с помощью Уни-Ума побеждает пробуждавшегося Целестиала Тиамута. Чан вернётся к роли Серси в будущих фильмах КВМ.

### Телевидение
- Серси появляется в «Marvel Knights: Eternals» [24].

### Видеоигры
Серси появляется в ряде видеоигр, в том числе:
- «Marvel Contest of Champions»
- «Marvel Super War»